# Rzadki Las
Rzadki Las – część wsi Jadowniki Mokre w Polsce, położona w województwie małopolskim, w powiecie tarnowskim, w gminie Wietrzychowice.
W latach 1975–1998 Rzadki Las administracyjnie należał do województwa tarnowskiego.